# Bedous

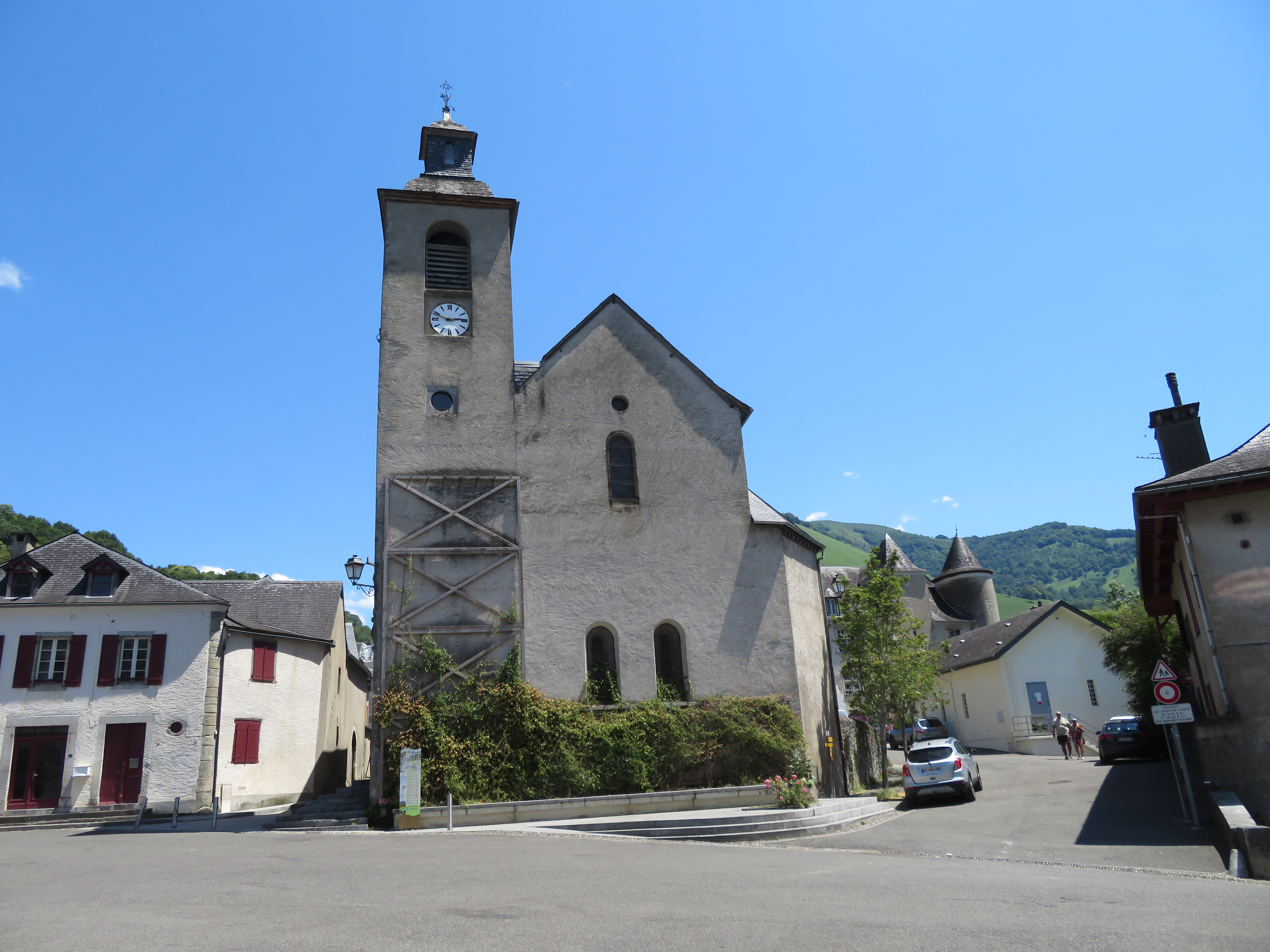
Iglesia de San Miguel, Bedous

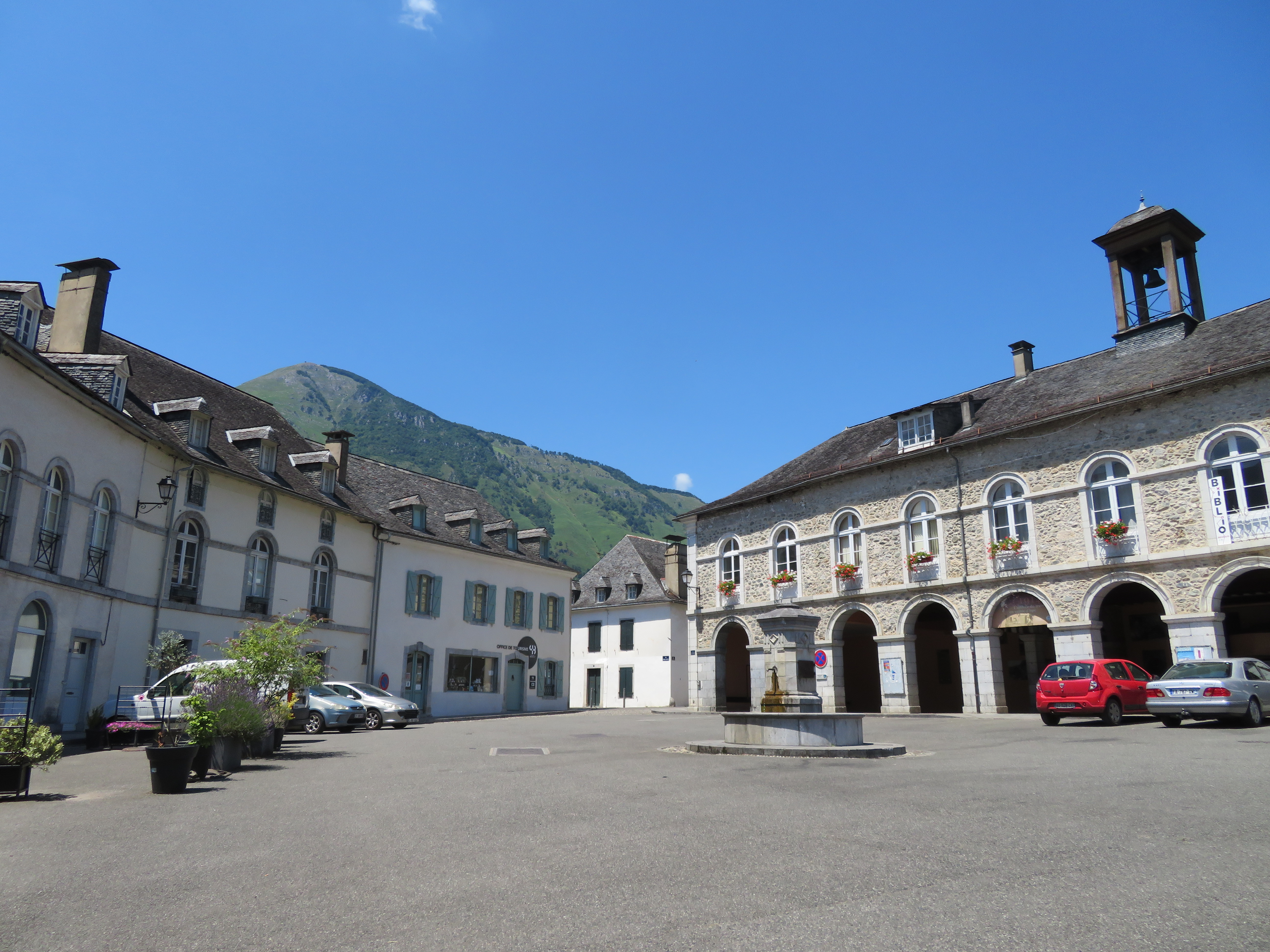
Plaza François Sarraillé, Bedous

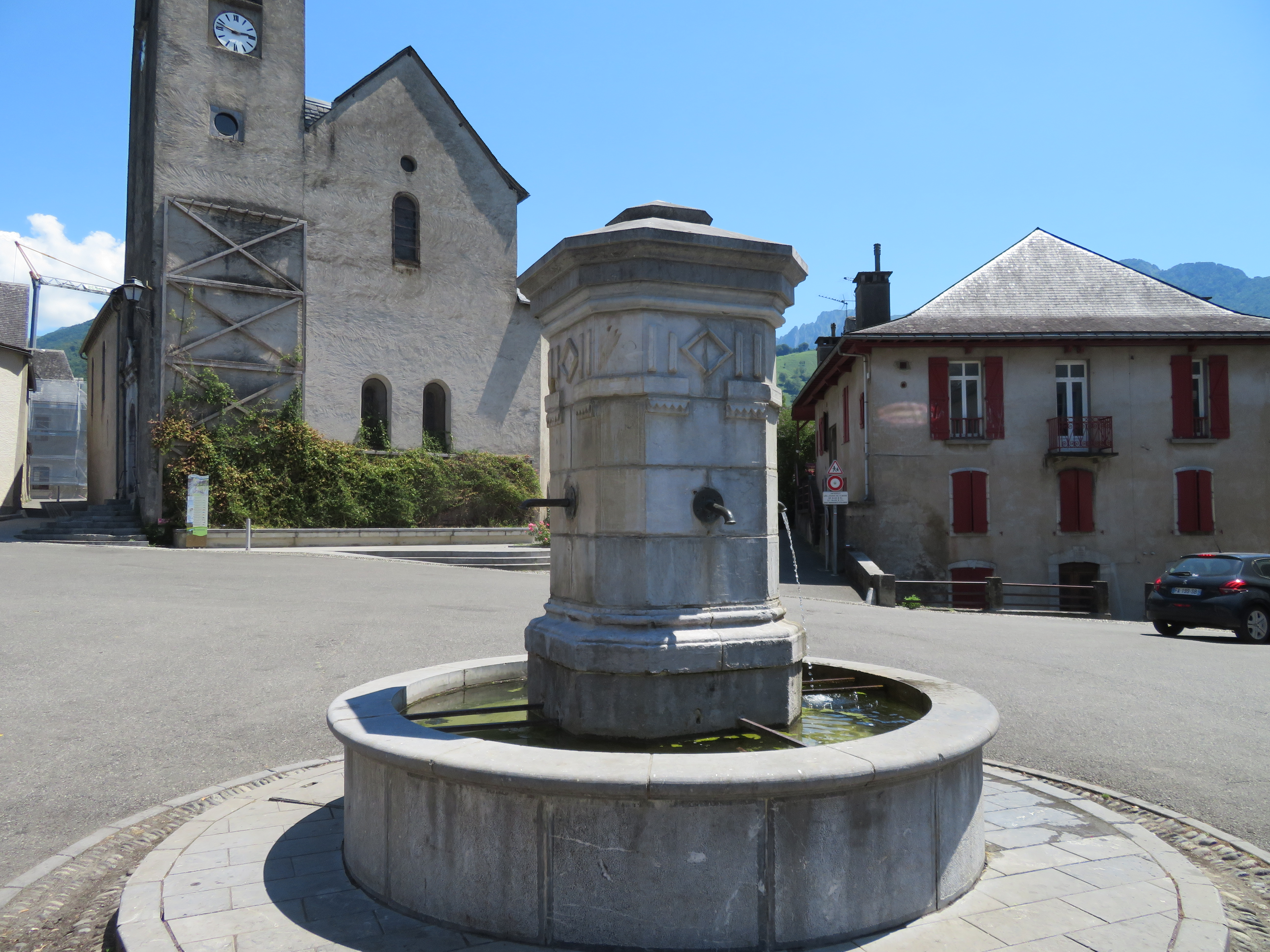
Bedous

Bedous (en occitano: Bedós, en euskera: Bedoz) es una comuna francesa de la región de Aquitania en el departamento de Pirineos Atlánticos. Geográficamente se encuentra en el valle de Aspe.
El topónimo Bedous fue mencionado por primera vez en el año 1128 con el nombre de Bedosse.

## Demografía
| 1053 | 1031 | 1140 | 1035 | 1396 | 1392 | 1355 | 1326 | 1309 | 1353 | 1176 | 1092 | 1133 | 1133 | 1107 | 970 | 973 | 929 | 927 | 1068 | 866 | 900 | 943 | 826 | 726 | 691 | 802 | 591 | 542 | 610 | 554 | 578 | 534 |
| Para los censos de 1962 a 1999 la población legal corresponde a la población sin duplicidades (Fuente: INSEE [Consultar]) |      |      |      |      |      |      |      |      |      |      |      |      |      |      |     |     |     |     |      |     |     |     |     |     |     |     |     |     |     |     |     |     |